# Aloe belavenokensis
Aloe belavenokensis é uma espécie de liliopsida do gênero Aloe, pertencente à família Asphodelaceae.